# 12α-ヒドロキシステロイドデヒドロゲナーゼ
12α-ヒドロキシステロイドデヒドロゲナーゼ（12α-hydroxysteroid dehydrogenase）は、次の化学反応を触媒する酸化還元酵素である。
3α,7α,12α-トリヒドロキシ-5β-コラン酸 + NADP+ {\displaystyle \rightleftharpoons } 3α,7α-ジヒドロキシ-12-オキソ-5β-コラン酸 + NADPH + H+
反応式の通り、この酵素の基質は3α,7α,12α-トリヒドロキシ-5β-コラン酸とNADP+、生成物は3α,7α-ジヒドロキシ-12-オキソ-5β-コラン酸とNADPHとH+である。
組織名は12α-hydroxysteroid:NADP+ 12-oxidoreductaseで、別名に12α-hydroxy steroid dehydrogenase, 12α-hydroxy steroid dehydrogenase, NAD+-dependent 12α-hydroxysteroid dehydrogenase, NADP+-12α-hydroxysteroid dehydrogenaseがある。